# 립타우어
립타우어(독일어: Liptauer)는 오스트리아, 슬로바키아, 헝가리 등에서 즐겨 먹는 매콤한 치즈 스프레드이다. 양젖 치즈인 브린자에 사워크림과 버터를 섞고, 양파와 여러 가지 향신료 등을 넣어 만든다. 슬로바키아에서는 슈미르카시(šmirkáš), 헝가리에서는 쾨뢰죄트(körözött)라 부르며, 세르비아에서는 우르네베스(урнебес)라 부른다.

## 이름
"립타우어"(Liptauer)라는 낱말은 슬로바키아(옛 오스트리아-헝가리 제국)에 위치한 지방인 립토우(Liptov)의 이름을 독일어식으로 발음한 "립타우(Liptau)"에서 유래했다.

## 만들기
브린자 대신 크바르크, 코티지 치즈, 염소젖 치즈 등을 쓰기도 하며, 보통 파프리카가루, 파슬리, 캐러웨이 등을 넣어 만든다.

## 같이 보기
- 오바츠다